# Direzione generale della sanità militare
La Direzione generale della sanità militare (DIFESAN) è stata una delle direzioni generali del ministero della difesa, fondata il 31 dicembre 1966. Con l'entrata in vigore del decreto ministeriale 22 giugno 2011, attuativo del decreto del Presidente della Repubblica 15 dicembre 2010, n. 270, riguardante il riordino della struttura del Segretariato Generale della Difesa, dal marzo 2012 è stata soppressa  e gran parte delle funzioni assegnate all'Ispettorato generale della sanità militare.

## Compiti
DIFESAN sovrintendeva l'attività sanitaria militare delle Forze armate italiane  e alle seguenti attività:
- ricerca scientifica e pubblicistica sanitaria militare;
- medicina preventiva e sociale;
- contenzioso in materia sanitaria;
- servizio trasfusionale militare;
- medicina curativa e riabilitativa;
- medicina legale;
- servizio professioni sanitarie infermieristiche e tecniche;
- psicologia militare e statistica sanitaria.

Ultimo Direttore Generale è stato il Generale Ispettore Capo Ottavio Sarlo 
Dal marzo 2012 parte delle funzioni vennero assegnate all'Ufficio generale della Sanità militare dipendente dallo Stato maggiore della Difesa, cui spettano le competenze operative, addestrative e formative, quale organo tecnico operativo interforze di vertice, anche ai fini dello svolgimento dei servizi della sanità militare negli scenari internazionali. Le funzioni amministrative e contrattuali furono devolute principalmente alla Direzione Generale Commiservizi .

## Stemma araldico
Lo stemma della DIFESAN era composto da uno scudo sannitico di color bianco, al filetto in croce scorciato di rosso amaranto brillante contenente in sviluppo verticale il bastone di Esculapio con serpente avvolto, con testa rivolta verso destra. La croce centrale suddivide lo scudo in quattro parti esatte all'interno delle quali sono riportati i simboli delle quattro Forze armate italiane dello Stato. Partendo dal primo quadrante a sinistra è posta la granata dorata con fiamma in direzione verso l'alto simbolo delle forze terrestri ovvero dell'Esercito Italiano; nel secondo quadrante in alto a destra è posta l'ancora dorata con cima intrecciata, simbolo delle forze marine, ovvero della Marina Militare Italiana; nel terzo quadrante in basso a sinistra è posta l'aquila dorata ad ali spiegate, simbolo delle forze aeree, ovvero dell'Aeronautica Militare Italiana; ed infine nel quarto ed ultimo quadrante in basso a destra, con modifica apportata nell'anno 2000, è posta la granata con fiamma sfuggente in direzione destra, simbolo dell'Arma dei Carabinieri. Lo scudo è timbrato dalla corona turrita, d'oro, murata di nero, formata da un cerchio, rosso all'interno, con due cordonate a muro sui margini, sostenente otto torri di cui cinque visibili. Le torri hanno foggia rettangolare, munite di barbacane e di dieci merli alla guelfa (quattro dei quali angolari); sono munite di una porta e di una sola finestra e sono riunite da cortine di muro, ogni porzione della cortina finestrata di nero. Lo scudo è ornato di una lista bifida di color oro, svolazzante, collocata sotto la punta dello scudo, incurvata con la concavità rivolta verso l'alto, riportante il motto: « Fratibus ut vitam servares » (Proteggere la vita del fratello).

### Stemma araldico precedente
Il simbolo venne sostituito attraverso varie riforme delle Forze Armate soprattutto a seguito dell'ascesa a quarta forza armata italiana dell'Arma dei Carabinieri nel 2000, che in precedenza era inquadrata come Arma appartenente all'Esercito Italiano e i cui simboli non venivano rappresentati nello stemma.
Il precedente stemma era composto da uno scudo sannitico suddiviso in due parti di egual dimensione da una spessa bordatura dorata, della quale è circondato anche l'intero scudo. La suddivisione sviluppata in senso orizzontale, separa la metà in alto da quella in basso. La metà superiore è a sua volta suddivisa in tre rettangoli sviluppati in senso verticale di egual misura. Ognuno di questi riporta al suo interno i simboli delle allora tre Forze armate italiane dello Stato. Partendo dal primo quadrante a sinistra, la granata dorata con fiamma in direzione verso l'alto simbolo delle forze terrestri ovvero dell'Esercito Italiano, è posta su sfondo rosso granata; nel secondo quadrante in alto al centro, il bastone di Esculapio con serpente avvolto, con testa rivolta verso sinistra, simbolo associato alla medicina, è posto su sfondo bianco; nel terzo quadrante in alto a destra, l'ancora dorata con cima intrecciata, simbolo delle forze marine, ovvero della Marina Militare Italiana, è posta su sfondo blu. La metà inferiore dello scudo è di colore celeste; è contenuta al suo interno in posizione centrale alla porzione di scudo, l'aquila dorata ad ali spiegate, simbolo delle forze aeree, ovvero dell'Aeronautica Militare Italiana. Lo scudo è timbrato dalla corona turrita, d'oro, murata di nero, formata da un cerchio, con due cordonate a muro sui margini, sostenente sei torri di cui tre visibili. Le torri hanno foggia rettangolare, munite di barbacane e di dieci merli alla guelfa (due dei quali angolari); sono munite di una porta e di due finestre e sono riunite da cortine di muro, ogni porzione della cortina finestrata di nero. Lo scudo è ornato di una lista bifida di color oro, svolazzante, collocata sotto la punta dello scudo, incurvata con la concavità rivolta verso l'alto, riportante il motto: « Fratibus ut vitam servares » (Proteggere la vita del fratello).

Vecchio stemma Araldico della Direzione Generale della Sanità Militare